# Walterboro
Walterboro är administrativ huvudort i Colleton County i South Carolina. Orten hette ursprungligen Hickory Valley och har fått sitt nuvarande namn efter bosättarna Paul och Jacob Walters. Enligt 2010 års folkräkning hade Walterboro 5 398 invånare.